# 阿尔贝·埃尔苏瓦
阿尔贝·埃尔苏瓦（法語：Albert Hersoy，1895年9月19日—1979年7月24日），生于欧蒙，法国男子竞技体操运动员。他曾获得1920年夏季奥运会体操比赛男子团体全能铜牌。他于1979年在莫伯日去世。